# Federico Liberatore
Federico Liberatore (* 28. August 1995 in Bozen) ist ein italienischer Skirennläufer. Er startet hauptsächlich im Slalom.

## Biografie
Liberatore stammt aus der Ortschaft Mazzin. Seit Januar 2011 nimmt er an FIS-Rennen teil.
Am 13. Dezember 2012 gab er sein Debüt im alpinen Skieuropacup. Beim Slalom in Pozza di Fassa sah er nicht das Ziel. Auch bei seinem Weltcupdebüt am 26. Januar 2016 im Slalom von Schladming auf der Planai kam er nicht ins Ziel.
Am 18. Dezember 2017 konnte sich Liberatore erstmals auf dem Podium bei einem Europacuprennen platzieren. Beim Slalom im Val di Fassa musste er sich nur seinem Teamkollegen Stefano Gross geschlagen geben. Komplettiert wurde das Podest mit einem weiteren Italiener, Tommaso Sala.
Seinen ersten Sieg im Europacup feierte er im Spezialslalom von Vaujany am 6. Januar 2020.
Am 8. Februar 2020 erreichte Liberatore mit Platz 11 im Slalom von Chamonix seine ersten Weltcuppunkte. Keine 24 Stunden später feierte er einen weiteren Sieg im Europacup im Slalom von Berchtesgaden. Durch diese starken Platzierungen im Europacup beendete er die Slalomwertung in der Saison 2019/20 auf Platz 3, was für ihn einen fixen Platz im Weltcup für die Saison 2020/21 bedeute.
Liberatore konnte sich jedoch bei keinem der Weltcupslaloms klassieren. Entweder schied er im ersten Durchgang aus oder konnte sich nicht für den zweiten Durchgang qualifizieren. Nach dem Slalom von Schladming brach er die Saison vorzeitig ab.
In der Saison 2021/22 startete Liberatore wieder hauptsächlich im Europacup, wobei er auch hier nicht an die Ergebnisse der vorangegangenen Jahre anknüpfen konnte. So war sein bestes Ergebnis im Europacup ein fünfter Platz in Soldeu.
In den darauffolgenden Jahren startete Liberatore immer seltenere im Welt- und Europacup, sondern vermehrt bei FIS-Rennen in Italien.

## Erfolge

### Weltcup
- 1 Platzierungen unter den besten 15

### Weltcupwertungen
| Saison  | Gesamt | Gesamt | Slalom | Slalom |
| Saison  | Platz  | Punkte | Platz  | Punkte |
| ------- | ------ | ------ | ------ | ------ |
| 2019/20 | 123.   | 24     | 47.    | 24     |

### Europacup
- Saison 2019/20: 8. Gesamtwertung, 3. Slalomwertung
- 4 Podestplätze, davon 2 Siege:

| Datum           | Ort           | Land        | Disziplin |
| --------------- | ------------- | ----------- | --------- |
| 6. Januar 2020  | Vaujany       | Frankreich  | Slalom    |
| 9. Februar 2020 | Berchtesgaden | Deutschland | Slalom    |

### Juniorenweltmeisterschaften
- Sochi 2016: 7. Kombination, 43. Super-G

### Weitere Erfolge
- 12 Siege in FIS-Rennen